# Herb gminy Dynów
Herb gminy Dynów – jeden z symboli gminy Dynów, autorstwa Kamila Wójcikowskiego i Roberta Fidury, ustanowiony 5 czerwca 2019.

## Wygląd i symbolika
Herb przedstawia na tarczy w polu czerwonym nad rzeką srebrną takiż dwór z dachem złotym, z ostrołukową bramą wjazdową i dwiema wieżami na flankach, każda z dwoma ostrołukowymi oknami jedno nad drugim, nakryta trapezoidalnym hełmem złotym; w bramie godło herbu Szreniawa w formie średniowiecznej. Motyw dworu z godłem herbu Szreniawa nawiązuje do faktu, że miejscowość Bachórz w gminie Dynów była ośrodkiem dóbr Kmitów jeszcze przed wzrostem roli Dynowa. Motyw rzeki nawiązuje z jednej strony do "wodnej" etymologii nazwy miejscowości Bachórz, z drugiej zaś strony do rzeki San przepływającej przez gminę.